# 1925 au Nouveau-Brunswick
Chronologie du Nouveau-Brunswick
- 1921
- 1922
- 1923
- 1924
- 1925
- 1926
- 1927
- 1928
- 1929

Cette page concerne des événements d'actualité qui se sont produits durant l'année 1925 dans la province canadienne du Nouveau-Brunswick.

## Événements
- 29 juin : John Babington Macaulay Baxter devient chef du parti conservateur.
- 10 août : 36e élection générale néo-brunswickoise.
- 14 septembre : John Babington Macaulay Baxter succède à Peter Veniot au poste de premier ministre du Nouveau-Brunswick.
- 25 septembre : Arthur Bliss Copp est nommé sénateur.
- 29 octobre : Lors de l'élection fédérale, les conservateurs remportent dix sièges contre un seul pour les libéraux.

## Naissances
- 2 mars : Bernard Jean, avocat, syndicaliste et homme politique
- 17 mars : Gérard Haché, député
- 24 juillet : Joseph Maxime Joffre Daigle, député et ministre
- 21 septembre : Charles Gallagher, député et ministre
- 21 octobre : Louis Robichaud, premier ministre du Nouveau-Brunswick
- 2 décembre : Everard Daigle, député

## Décès
- 3 mars : William Pugsley, premier ministre et lieutenant-gouverneur du Nouveau-Brunswick.
- 27 septembre : William Bunting Snowball, député.
- 26 novembre : Richard Chapman Weldon, député.